# Reply 1997
Reply 1997 (hangeul : 응답하라 1997 ; littéralement: Réponds 1997)  est une série télévisée sud-coréenne diffusée en 2012 sur tvN avec Jung Eun-ji, Seo In-guk, Hoya, Shin So-yul et Eun Ji-won,,.

## Synopsis
La série tourne autour de la vie de six amis à Busan. Le récit alterne entre deux époques, l'une où les protagonistes sont des lycéens âgés de 18 ans en 1997, et l'autre quinze ans plus tard lorsqu'ils se retrouvent à 33 ans en 2012. Lors d'un dîner de retrouvailles entre anciens élèves, un couple annonce son mariage.

## Distribution

### Acteurs principaux
- Jung Eun-ji : Sung Shi-won
- Seo In-guk : Yoon Yoon-jae
- Hoya : Kang Joon-hee
- Shin So-yul : Mo Yoo-jung
- Eun Ji-won : Do Hak-chan
- Lee Si-eon : Bang Sung-jae
- Sung Dong-il
- Lee Il-hwa
- Song Jong-ho : Yoon Tae-woong

### Acteurs secondaires
- Noh Ji-yeon : Jang Dan-ji
- Jung Kyung-mi : Kyung-mi / "Eun Dokki" (Eun Axe)
- Kim Sun-ah : Kim Sun-ah / "Eun Gak-ha"

## Bande-originale
1. All For You - Seo In-guk et Jung Eun-ji
2. Just the Way We Love (우리 사랑 이대로) - Seo In-guk et Jung Eun-ji
3. Confession (고백) - Deli Spice
4. Our Sad Younger Days (슬픈 우리 젊은 날) - UNO
5. Young Love (애송이의 사랑) - Yangpa
6. The Sadder, the More Beautiful (슬프도록 아름다운) - K2
7. Wish (바램) - Toy
8. To You, the One I Love (사랑하는 너에게) - Sechs Kies
9. Pilot - Jung Yeon-joon
10. Tears (눈물) - Riaa
11. Why the Heavens... (왜 하늘은...) - Lee Ji-hoon
12. Couple (커플) - Sechs Kies
13. To Heaven - Jo Sungmo
14. Ruby (루비) - Fin.K.L
15. Memories (메모리즈) - Sa Joon

## Réception
| Nombre d'épisodes | Date de diffusion | Titre de l'épisode                                                    | TNmS        | TNmS    |
| Nombre d'épisodes | Date de diffusion | Titre de l'épisode                                                    | Moyenne (%) | Pic (%) |
| ----------------- | ----------------- | --------------------------------------------------------------------- | ----------- | ------- |
| 1                 | 24 juillet 2012   | Dix-huit                                                              | 1.20        | 1.80    |
| 2                 | 24 juillet 2012   | Devenant de plus en plus différent                                    | 1.20        | 1.80    |
| 3                 | 31 juillet 2012   | Ce que vous voyez est pas tout                                        | 1.20        | 1.70    |
| 4                 | 31 juillet 2012   | Fair-play                                                             | 1.20        | 1.70    |
| 5                 | 7 août 2012       | La contre-attaque de la vie                                           | 1.60        | 2.10    |
| 6                 | 7 août 2012       | L'amour vous fait faire des choses que vous ne faisiez pas auparavant | 1.60        | 2.10    |
| 7                 | 14 août 2012      | Les espoirs futurs                                                    | 3.25        | 4.56    |
| 8                 | 14 août 2012      | D-Day                                                                 | 3.25        | 4.56    |
| 9                 | 21 août 2012      | Le fil du destin                                                      | 3.00        | 3.80    |
| 10                | 21 août 2012      | La raison pour laquelle je vous aime                                  | 3.00        | 3.80    |
| 11                | 28 août 2012      | La définition des relations                                           | 3.46        | 4.43    |
| 12                | 28 août 2012      | La signification d'une main                                           | 3.46        | 4.43    |
| 13                | 4 septembre 2012  | La prochaine fois... Non, maintenant                                  | 3.70        | 4.70    |
| 14                | 4 septembre 2012  | Le cœur est ce qui fait que vous aimez                                | 3.70        | 4.70    |
| 15                | 11 septembre 2012 | Alors que vous aimaient                                               | 4.17        | 5.52    |
| 16                | 18 septembre 2012 | Pourquoi premières amours ne fonctionnent pas?                        | 7.55        | 9.47    |

## Diffusion
- tvN (2012)
- Channel M
- Now 101
- GTV
- GMA Network

## Prix et nominations
| Année | Prix                             | Catégorie                              | Receveur                                | Résultat   |
| ----- | -------------------------------- | -------------------------------------- | --------------------------------------- | ---------- |
| 2012  | Style Icon Awards                | Top 10 Style Icons                     | Seo In-guk et Jung Eun-ji               | Lauréat    |
| 2012  | Korea Drama Awards               | Meilleur couple de prix                | Seo In-guk et Jung Eun-ji               | Lauréat    |
| 2012  | Mnet Asian Music Awards          | Meilleur bande originale officielle    | All For You – Seo In-guk et Jung Eun-ji | Lauréat    |
| 2012  | K-Drama Star Awards              | Le prix du meilleur acteur, actrice    | Jung Eun-ji                             | Nomination |
| 2012  | K-Drama Star Awards              | Rising Star Award                      | Seo In-guk                              | Lauréat    |
| 2012  | K-Drama Star Awards              | Rising Star Award                      | Jung Eun-ji                             | Lauréat    |
| 2012  | K-Drama Star Awards              | Meilleur bande originale officielle    | All For You – Seo In-guk et Jung Eun-ji | Lauréat    |
| 2012  | K-Drama Star Awards              | Meilleur couple de prix                | Seo In-guk et Jung Eun-ji               | Lauréat    |
| 2012  | MelOn Music Awards               | Meilleur bande originale officielle    | All For You – Seo In-guk et Jung Eun-ji | Lauréat    |
| 2012  | Remarkable Awards                | Meilleur drame                         | Eungdabhara 1997                        | Nomination |
| 2012  | Remarkable Awards                | Meilleur acteur                        | Seo In-guk                              | Nomination |
| 2013  | Cable TV Broadcasting Awards     | Grand prix (Daesang)                   | Eungdabhara 1997                        | Lauréat    |
| 2013  | Baeksang Arts Awards             | Meilleur nouvel acteur (télévision)    | Seo In-guk                              | Nomination |
| 2013  | Baeksang Arts Awards             | Meilleur nouvelle actrice (télévision) | Jung Eun-ji                             | Lauréat    |
| 2013  | Baeksang Arts Awards             | Meilleur scénario (TV)                 | Lee Woo-jung                            | Nomination |
| 2013  | Seoul International Drama Awards | Meilleure série dramatique             | Eungdabhara 1997                        | Nomination |